# Conditions d'admission à la IIIe Internationale
Pour les articles homonymes, voir condition.
 (novembre 2020).
En juillet 1920, le deuxième congrès de l'Internationale communiste (IC) avait fixé les 21 conditions à l'adhésion à cette « Troisième Internationale », créée à l'appel de Lénine, et codirigée par Grigori Zinoviev en 1919. On parle aussi des « conditions de Moscou ».

## Contenu
Le but de ce texte est de créer un « code de conduite » des partis communistes pour mener la révolution prolétarienne. Lénine croit toujours en la révolution communiste mondiale, notamment en Europe de l'Ouest mais est marqué par les échecs en Hongrie et en Allemagne et adopte le principe que les partis communistes doivent être mieux structurés et organisés. Il rédigea avec Grogori Zinoviev 19 conditions pour l'adhésion. La commission préparant le congrès se chargea des deux dernières.
Branko Lazitch résuma en 1950 dans son ouvrage Lénine et la IIIe Internationale, les 21 conditions. Plusieurs versions du texte ont circulé.
1. La propagande et l'agitation de la presse communiste est subordonnée par des révolutionnaires, en appelant à la dictature du prolétariat.
2. Les membres réformistes et centristes sont écartés des postes à responsabilité du parti, les remplaçants peuvent être des travailleurs débutants.
3. Le parti communiste doit envisager des actions illégales, voire faire une guerre civile pour remplir le devoir révolutionnaire.
4. Il faut pratiquer une propagande communiste, même illégale, au sein des troupes militaires.
5. Le parti doit provoquer l'agitation communiste dans les campagnes et chez les ouvriers agricoles.
6. Il faut dénoncer le patriotisme et le pacifisme, en prônant seulement la révolution anti-capitaliste.
7. Le parti doit rapidement rompre avec les centristes et les réformistes.
8. Le parti doit mener une lutte anti-colonialiste et anti-impérialiste.
9. Des cellules communistes doivent noyauter les syndicats afin qu'ils soient soumis au parti.
10. Le parti doit rompre avec l'Internationale syndicale d'Amsterdam avec une propagande d'opposition.
11. Les fractions parlementaires du parti doivent être débarrassées de tout dissident.
12. La presse du parti communiste ne peut pas être indépendante et doit être soumise au comité central.
13. L'organisation du parti est fondée sur une base centraliste et démocratique et prône un fonctionnement disciplinaire.
14. Le parti s'engage à des épurations périodiques contre les « éléments petit-bourgeois ».
15. Les Républiques socialistes soviétiques sont soutenues sans réserves.
16. Le programme du parti doit être révisé pour qu'il soit conforme à l'Internationale Communiste.
17. Toutes les décisions de l'Internationale, élaborées en tenant compte de la situation locale, doivent être obligatoirement exécutées.
18. Le changement de nom est obligatoire, le parti doit se nommer « Parti communiste de [nom du pays] (Section de la IIIe Internationale communiste) ».
19. Le parti souhaitant adhérer à l'Internationale doit se prononcer le plus tôt possible dans un congrès extraordinaire.
20. Les deux tiers du Comité central du parti doit être composé des communistes approuvant l'Internationale.
21. Les membres qui n'acceptent pas les clauses doivent être exclus.

Une 22e condition, rendue publique au congrès de 1922 mais déjà appliquée par plusieurs partis communistes, interdit toute adhésion à la franc-maçonnerie, jugée « bourgeoise ».
Il est remarqué que les conditions sont quasiment calquées sur celles fixées par les bolchéviks et ont une très forte tendance à l'autoritarisme. Les centristes et les réformistes sont très clairement visés, Lénine espère que seuls les révolutionnaires motivés suivront. La quinzième clause impose d'obéir à Moscou, ce que la plupart des partis communistes du monde firent jusqu'à la fin du régime.

## Conséquences
Si le but de Lénine est d'exclure les socialistes qui lui sont opposés, il y eut une rupture forte qui dura pratiquement une décennie. Au congrès de Tours (décembre 1920) de la SFIO, l'adhésion aux 21 conditions fut rejetée, même si la majorité adhéra à la Troisième Internationale, créant la Section française de l'Internationale communiste (SFIC) (rebaptisée plus tard Parti communiste - PC). En réalité, la motion dite Frossard-Cachin ne reprend pas les 21 conditions. Frossard et Cachin avaient difficilement négocié l'adhésion à la nouvelle Internationale à Moscou sur la base de 9 conditions rendues publiques lors de leur retour en France au mois d'août. Ce n'est qu'en septembre à l'issue du deuxième Congrès du Komintern que sont arrêtées les 21 conditions. Elles sont publiées par L'Humanité le 8 octobre. L'ambiguïté ne sera pas levée au cours des débats et la motion votée reformule ou se démarque sur certains points des 21 conditions. Elle stipule notamment que si le Parti français s'engage à respecter les décisions de l'IC, il reste le meilleur juge de la situation politique française. Cette ambiguïté sera rapidement la source de conflits internes entraînant dans les années 1920 de nombreuses démissions ou radiations.